# Thùy Minh
Thùy Minh, tên khai sinh Tạ Thùy Minh (sinh ngày 27 tháng 9 năm 1983) là một nhà báo và người dẫn chương trình. Cô là MC, VJ, người viết kịch bản và sách. Minh là cựu học sinh chuyên sử của Trường trung học phổ thông năng khiếu Trần Phú, Hải Phòng, cựu phóng viên của tờ Hoa Học Trò, tác giả của các format truyền hình như Vân tay - IME (VTV3, VTV6), Ghế Đỏ (YANTV), Một Ngày Mới hay serie Những kẻ lắm lời (Bitches in town). Thùy Minh gây ấn tượng và ghi dấu ấn trong công chúng với hình ảnh một MC "khác người", cá tính, mạnh mẽ với lối nói chuyện và phong cách dẫn tự nhiên.
Cô có 2 người con. Thùy Minh hiện đang sống và hoạt động báo chí chủ yếu tại Thành phố Hồ Chí Minh, Việt Nam.

## Xuất thân và gia đình
Minh sinh ra trong gia đình công chức cơ bản tại thành phố Hải Phòng có bố là kỹ sư, mẹ là bác sĩ, mẹ của Minh đã từng sang Châu Phi làm việc cho một tổ chức y tế thế giới, Minh có một em gái theo đuổi ngành Luật.

## Học vấn và con đường báo chí
- Từ khi còn học cấp 2, Thùy Minh đã viết báo và luôn có những góc nhìn khá hiện đại mà ở thời đó ít ai làm.[6]
- Tốt nghiệp cấp 3 chuyên sử trường năng khiếu Trần Phú - Hải Phòng. Sau đó, Minh lên Hà Nội theo học ngành sư phạm tại Đại học sư phạm Hà Nội. Tại đây, Minh đã có thời gian cộng tác với toà soạn Hoa Học Trò dành cho lứa tuổi teen vào năm 2001. Năm 2005, cô bắt đầu sự nghiệp VJ với công việc đầu tiên tại đài VOV với chương trình "Trò chuyện với người nổi tiếng". Cũng từ đây, cô rẽ ngang sang làm truyền hình từ năm 2006 với tư cách một người viết kịch bản (cho Tạp chí MTV của VTV3, cho Cầu Vồng của VTV6)[7] và bắt đầu cộng tác với VTV6.[1]
- Sau khi chuyển sang làm MC truyền hình năm 2008, Thùy Minh được biết đến nhiều hơn. Các chương trình được dẫn dắt bởi Thuỳ Minh có thể kể đến MTV Exit 2010, Không gian đẹp VTV3, Vân tay IME VTV6, Chuyện đêm muộn VTV3, Mỗi tuần một chuyện – Đối thoại với Lê Hoàng VTV1.[1]
- Từ năm 2010, Thuỳ Minh làm việc tại kênh truyền hình YanTV và được yêu thích bởi hàng loạt những chương trình ăn khách, đặc biệt là talkshow Ghế đỏ.[1]
- Giữa năm 2015, Thuỳ Minh bắt đầu giữ vai trò "linh hồn" của talkshow "Những kẻ lắm lời - Bitches in town" và vấp phải sự phản đối mạnh mẽ của khán giả và nhiều sao Việt, những người bị đem ra để bộ ba MC Thuỳ Minh - nhà văn Nguyễn Ngọc Thạch, stylist Lê Minh Ngọc bàn luận, chê bai.[1] Đầu năm 2017, Minh chính thức đóng lại serie trên youtube này.
- Từ năm 2017, Minh dự kiến làm 6 đến 10 show cho trẻ em lên sóng trên kênh truyền hình chuyên biệt DreamsTV.[8]
- Giữa năm 2018, Minh đảm nhận vai trò host của chương trình "Không cay không về" của Billboard Vietnam và cho ra mắt phiên bản BITnow của Bitches in town.[9]
- Giữa tháng 6 năm 2019, Minh cho ra mắt serie trên youtube thứ hai của mình có tên #Toàntintốt, kế thừa và phát triển từ serie đầu tiên Bitches in town năm 2015.[10]
- Tháng 8 năm 2019, Minh tiếp tục cho ra đời serie youtube về du lịch đầu tiên của mình với tên gọi "Chỉ đi là giỏi".[11]
- Tháng 3 năm 2020, Minh giữ vai trò co-host cùng nam MC Quốc Khánh (FBNC) trong chương trình "Bản tin 3 bước" do liên kết các báo điện tử Việt Nam xuất bản với mục đích tuyên truyền và chống lại dịch bệnh Covid-19.
- Have A Sip, Yêu Lành và Cởi Mở là những talk show mới nhất của Thùy Minh từ cuối năm 2020 đến nay.

## Sách
- Boy-ology - Học thuyết đàn ông (2014)[1]
- #MinhvaLinh – Hai chúng mình đi khắp thế giới (2015)[1]

## Cuộc sống cá nhân
- Năm 2012, cô đơn thân hạ sinh một cậu con trai lai tên Linh Louis.[1]
- Năm 2016, cô hạ sinh tiếp người con gái thứ hai tên Midori.[8] Cô đang có quan hệ tình cảm với bố của Midori - một người Bỉ.

## Các chỉ trích
- Cô được cho là một người "thẳng như ruột ngựa" và thường bị chỉ trích vì phong cách dẫn "tự nhiên chủ nghĩa" này của mình.
- Talkshow "Những kẻ lắm lời" (Bitches in town) bị nhiều ngôi sao và giới báo chí chỉ trích vì sự "nói thẳng" không kiêng nể ai này của Minh. Cô cũng phải giải trình với Cục phát thanh truyền hình về show này.[12][13][14][15]

## Ghi nhận
- Talkshow "Những kẻ lắm lời" (Bitches in town) được giáo sư Lee Hyung-Kyung (trường King's College London, Anh) phỏng vấn cho đề tài "Digital Culture in Asia" (Văn hóa thời đại số ở châu Á) của UNESCO.[16]
- Cô cùng từng là đại sứ của WALK FREE NEWYORK tại Việt Nam, Operation Game Change (US Embasy). Từ năm 2013 đến nay, cô là Phó chủ tịch UNICEF NEXT GENERATION – Unicef Vietnam.[17]
- Năm 2020, Thùy Minh giữ vai trò giám đốc nội dung của tờ Vietcetera[18]

## Đánh giá
- "Chỉ cần ném Thùy Minh vào một đám đông, sau đó vài giờ sau quay lại, ta đã có hàng chục cuộc "tắc sô" (talkshow) đủ dùng trong cả tháng. Vì nàng biết phát hiện vấn đề, biết tóm lấy vấn đề và sau đấy làm cho nó kiệt sức. Sau khi Thùy Minh bỏ đi, mọi thứ hoặc trở nên hoang tàn, hoặc trở nên lộng lẫy. Không có cách tồn tại thứ ba.[19]"- Lê Hoàng